# Dr.-Toni-und-Rosa-Russ-Preis

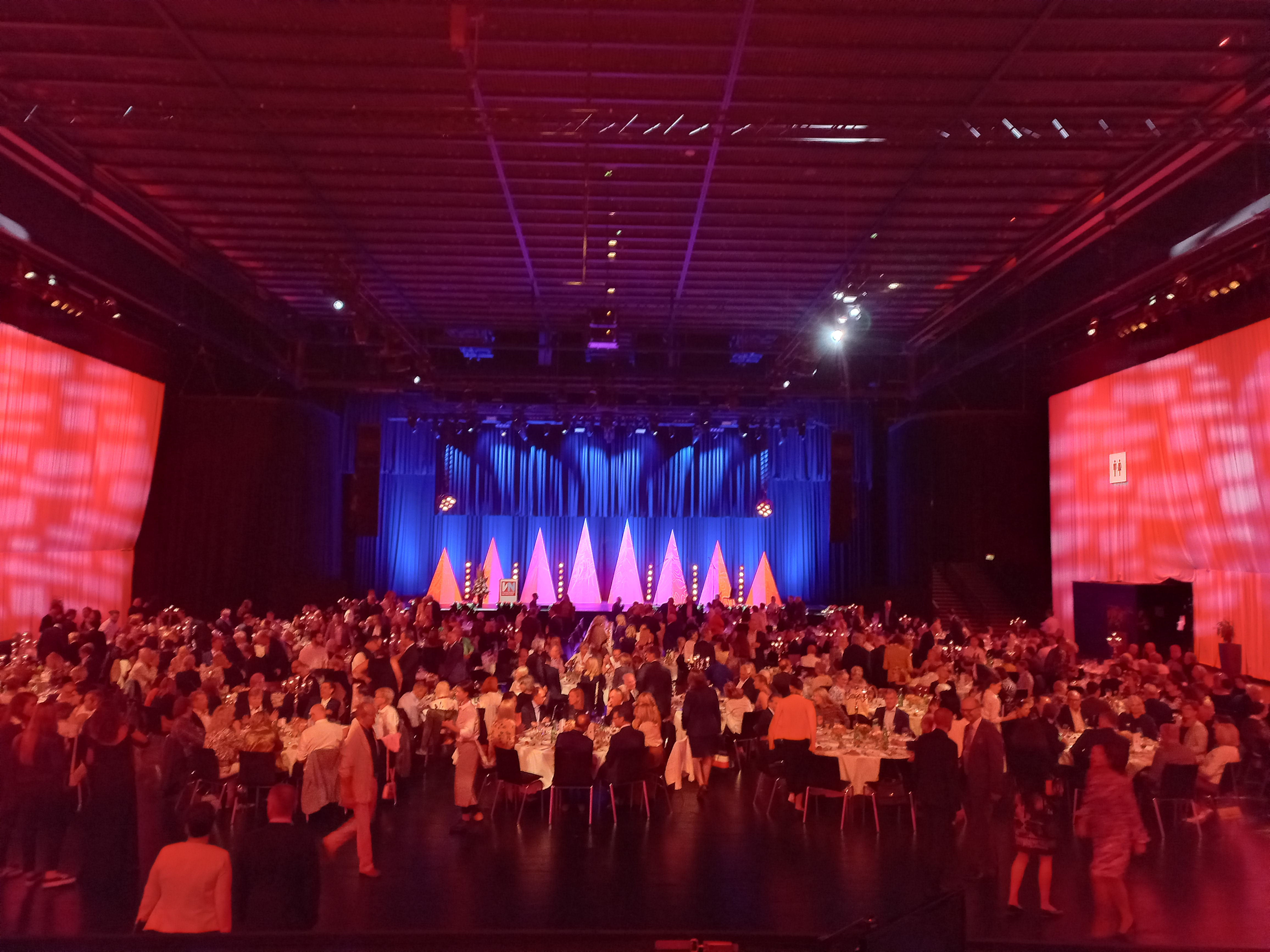
Preisverleihung 2022 im Festspielhaus in Bregenz

Der Dr.-Toni-und-Rosa-Russ-Preis (früher: Dr.-Toni-Russ-Preis; kürzer: Russ-Preis) wird vom Herausgeber und den Redakteuren der Vorarlberger Nachrichten verliehen.
Der Russ-Preis mit dem Russ-Ring wird Vorarlberger Persönlichkeiten verliehen, die durch Privatinitiativen dem Land und seinen Menschen wertvolle Dienste geleistet haben und leisten. Der Preis ist nach dem ehemaligen Herausgeber und Chefredakteur Toni Russ (1914–1969) sowie seiner Ehefrau Rosa Russ (1924–2017) benannt.

## Preisträger
- 1970 – Helmut Lutz († 2000), Mitbegründer von Jugend am Werk in Vorarlberg (1953)
- 1971 – Franz Ender († 2002), Präsident der Lebenshilfe
- 1972 – Robert Par († 2018) und Walter Gächter († 2018) für ihr Engagement gegen das AKW Rüthi
- 1973 – Rosl Bitschnau († 2015), Pionierin in der Alkoholberatung
- 1974 – Leopold Bischof († 2012), Vorarlberg-Modell der Vorsorgemedizin
- 1975 – Eduard Riedmann, umweltschonende Autobahntrassierung im Raum Bregenz
- 1976 – Rainer Reich († 2020) und Rudolf Mandl († 2010) für ihr Engagement, dass die Vorarlberger Illwerke AG im Eigentum vom Land Vorarlberg bleibt
- 1977 – Ferdinanda Mathis, († 2016) für eine zeitgemäße Ausbildung und Betreuung der Gehörlosen
- 1978 – Anton Allgeuer, für Verdienste im Naturschutz am Bodensee
- 1979 – Emil Bonetti († 2007), Kaplan
- 1980 – Hermann Gmeiner († 1986), Gründer der SOS-Kinderdörfer
- 1981 – Frieda Weber, für den Aufbau der Familienhelferinnenschule
- 1982 – Josef Zurkirchen († 1993), Heimatforscher
- 1983 – Herbert Batliner, für sein Engagement als Mäzen
- 1984 – Erich Kräutler († 1985), als Mitkämpfer der Bevölkerung im Amazonasgebiet
- 1985 – Benedikt Bilgeri († 1993), Lehrer und Historiker
- 1986 – Anton Türtscher, welcher als Nationalrat zum Verbot des Ab-Hof-Verkaufs von Milch zurücktrat
- 1987 – Franz Ortner, Chefredakteur der Vorarlberger Nachrichten
- 1988 – Johann Schuler, für sein Engagement zu Hauskrankenpflege und Altenpflege
- 1989 – Irmgard Hagspiel, für ihren Beitrag zum Schutz des ungeborenen Lebens
- 1990 – Günter Rhomberg, für die Bregenzer Festspiele
- 1991 – Elmar Blum und Werner Albrich zur Krebsprophylaxe
- 1992 – Erwin Kräutler, Indio- und Missionsbischof in Altamira (Brasilien)
- 1993 – Josef Wirth, für sein Engagement zum Versehrtensport
- 1994 – Georg Sporschill, Jesuit und Sozialseelsorger
- 1995 – Josef Nägele, für sein Engagement zur Lebenshilfe Vorarlberg
- 1996 – Gerd Nachbauer, Geschäftsführer der Schubertiade Vorarlberg
- 1997 – Walter Fehle, Landesobmann des Vorarlberger Blasmusikverbandes
- 1998 – Konrad Lerch, Mitbegründer des Mösle Mehrkampf-Meetings in Götzis (1975)
- 1999 – Nathanael Wirth OSB, Propstei Sankt Gerold
- 2000 – Maria Summer, Heilpädagogin
- 2001 – Elisabeth Neier, Ärztin und Leiterin des Spitals in Ngaoubela in Kamerun
- 2002 – Bertl Widmer († 2024), Geschäftsführer der Julius Blum GmbH
- 2003 – Hermann Kaufmann, Architekt
- 2004 – Maria Thurnher, Gründerin der Sozialeinrichtung „postfach für jeden“
- 2005 – Elmar Simma, Mitbegründer der Hospizbewegung in Vorarlberg
- 2006 – Elmar Kramer, Einführung des Mutter-Kind-Passes
- 2007 – Rolf Aberer, Musiker und Komponist
- 2008 – Hildegard Breiner, Anti-Atomkraft-Aktivistin (39. Preisträgerin)[2]
- 2009 – Günter Lampert[3]
- 2010 – Reinhard Haller, Psychiater und Neurologe[4]
- 2011 – Elmar Stüttler, Gründer der Sozialeinrichtung „Tischlein deck dich“
- 2012 – Gebhard Mathis, Internist[5]
- 2013 – Eva Grabherr, Geschäftsführerin der Integrations-Projektstelle „okay. zusammen leben“[6]
- 2014 – Michael Köhlmeier, Autor[7]
- 2015 – Egon Blum, Regierungsbeauftragter für Jugendbeschäftigung[8]
- 2016 – Albert Lingg, Psychiater[9]
- 2017 – Maria Müller, Kulturschaffende[10]
- 2018 – George Nussbaumer, Musiker[11]
- 2019 – Susanne Marosch, Obfrau des Vereins „Geben für Leben“[12]
- 2020 – Augustin Jagg und Hubert Dragaschnig, Theater Kosmos[13][14]
- 2021 – Hubert Löffler, Gründer des „Netz für Kinder“[15]
- 2022 – Ehrentraud und Willi Hagleitner für das lebenslange soziale Engagement, aus welchem zahlreiche Hilfsaktionen für Familien und benachteiligte Menschen hervorgingen.[16]
- 2023 – Anton Kuttner für seine Initiative "Husky Toni's Kindertraum"[17]
- 2024 – Judith Bechtold und Ingrid Rüscher für ihre Bemühungen zur Inklusion von Menschen mit Beeinträchtigungen[18]